# Гвидо делла Скала
Гвидо делла Скала (итал. Guido della Scala; ?, Верона — 1278, Верона) — религиозный деятель средневековой Италии, епископ Вероны.

## Биография
Гвидо делла Скала был незаконнорождённым сыном правителя Вероны Мастино I делла Скала. В 1256 году духовенство Вероны избрало его своим епископом, противопоставив его Джакопо Бреганце, кандидату предложенному Эццелино III да Романо. Но Папа Римский Александр IV, не признал выборы епископа и назначил епископом Вероны Жерардо Оасадока. Но Эццелино III заключил нового епископа в крепость Брешиа. В 1268 году Климент IV назначил новым епископом Алеррдино ди Капо да Понте. Уже после смерти Алеррдино ди Капо да Понте в 1274 году, Гвидо делла Скала был назначен епископом, но вновь низложен в 1275. Умер Гвидо делла Скала в 1278 году.